# Michel Faubert
Michel Faubert est un conteur, un chanteur et un ethnographe québécois, né en 1959 à Rigaud.

## Biographie
Né à Choisy (Rigaud) en 1959 dans une famille de cultivateurs, Michel Faubert a grandi dans un monde où la chanson, folklorique en particulier, tenait une place prépondérante lors des fêtes de famille. Porté par l'effervescence musicale et littéraire qui marque le Québec des années 70, il se met au collectage de chansons et légendes traditionnelles dans son comté de Vaudreuil-Soulanges.
Inspiré par le mouvement de retour aux racines québécoises, il entreprend la collecte de chansons et de contes auprès de personnes âgées de sa région, puis dans l'ensemble du Québec et en Acadie. Ce matériel, teinté de fantastique populaire, lui sert à enregistrer un premier disque en 1992, Maudite mémoire, dans lequel figurent des complaintes médiévales mais aussi des chansons de taverne.
« Sa prédilection pour les complaintes l'amène peu à peu sur la piste des répertoires de plus en plus anciens. En 1988, après plusieurs années de collectes riches d'histoires, de vie et de chansons, l'ethnologue Lucille Guilbert lui fait rencontrer le « conteur de contes » Ernest Fradette de St-Raphaël-de-Bellechasse. Une relation d'amitié s'établit immédiatement entre Michel et cet homme de plus de trente ans, son aîné, détenteur de tout un héritage de récits merveilleux transmis par son père et sa mère. » 
Parallèlement, Faubert entreprend de collaborer avec de nombreux artistes, comme le violoncelliste Claude Lamothe ou le groupe traditionaliste La Bottine souriante, et fonde le groupe de chants a cappella Les Charbonniers de l'enfer avec quatre autres chanteurs.
Il s'inscrit dans la foulée de Jocelyn Bérubé et Alain Lamontagne et d'un renouveau du conte au Québec. Cette vague verra surgir de nouvelles figures du conte telles que Renée Robitaille, Nadine Walsh, Simon Gauthier et Fred Pellerin.
En 1995, il monte le spectacle de contes Le Passeur, qu'il présente au Québec, au Canada et en Europe, et qui lui vaut la médaille d'or des Jeux de la Francophonie tenus à Madagascar en 1997, dans la catégorie « Conteur ». La même année, il lance un nouveau disque de chansons, L'écho des bois. Un prix Félix lui est attribué lors du vingtième gala de l'ADISQ dans la catégorie « album folk de l'année ».
Un nouveau spectacle de contes, L'âme qui sortait par la bouche du dormeur, est présenté en 1999, suivi l'année suivante par un nouveau disque consacré aux complaintes a cappella, La Récompense.

En 2006, il collabore avec Jérôme Minière pour créer un genre musical nouveau, nourri de leurs univers respectifs, qui donne lieu à un spectacle et un disque, La fin du monde. Un des titres de l'album (Le Diable d'Amérique) figure sur la compilation L'Univers de Rajotte sortie en 2007. Voici ce qu'en dit l'animateur Claude Rajotte dans le livret d'accompagnement :
« Un des buts de Faubert a toujours été de transmettre aux nouvelles générations un folklore quasiment perdu. Il faut voir Faubert tel un archéologue de notre patrimoine musical. Il déniche des textes en voie d'extinction. Cette fois, ces textes sont rehaussés par la réalisation de Jérôme Minière, qui leur donne un enrobage électro, tout en conservant un très grand respect de la structure d'origine. »
Le prix Aldor de La Grande Rencontre lui est décerné en 2008 pour sa grande contribution à la création, à la recherche et à la diffusion du patrimoine vivant.
Depuis 2002, il signe la mise en scène de spectacles de plusieurs artistes du Québec, dont Pierre Flynn, Yann Perreau, Marco Calliari, Dumas, Éric Goulet (Les Chiens, Monsieur Mono) et Le Vent du Nord. En parallèle, il agit en tant que formateur, coach, conseiller et conférencier dans le milieu du conte.
En 2019, il crée un tout nouveau spectacle multidisciplinaire mêlant poésie, chant, spoken word et musique. Librement inspiré du Manuel de la Petite Littérature du Québec de Victor-Lévy Beaulieu, La Chapelle ardente est en quelque sorte une visite guidée dans un monde familier, ancien, gothique, underground et cauchemardesque. Il est accompagné sur scène des musiciens Bernard Falaise, Guido Del Fabbro, Pierre-Yves Martel et Alexis Martin,. S'ensuit un album du même titre en 2023 qu'il réalise avec Bernard Falaise, dix ans après Mémoire maudite.

## Œuvre

### Discographie[11]

#### AvecLes Charbonniers de l'enfer
- 1996 : Chansons a cappella
- 2002 : Wô
- 2005 : En personne
- 2007 : À la Grâce de Dieu
- 2008 : Une sacrée rencontre (Avec Gilles Vigneault)
- 2009 : La traverse miraculeuse (Avec La Nef)
- 2010 : Nouvelles fréquentations
- 2017 : 25 ans de Grande noirceur

#### En collaboration
- 1996 : La mémoire des boîtes à chansons
- 1999 : Tête à queue (Papa Boa)[13]
- 2003 : Lumières (Louise Forestier)[14]
- 2004 : Bonsoir mon nom est toujours [...] (Michel Rivard)
- 2005 : Un trésor dans mon jardin
- 2008 : Douze hommes rapaillés
- 2010 : Douze hommes rapaillés, volume 2
- 2014 : La symphonie rapaillée
- 2016 : Terre originelle (Sylvie Paquette)[15]
- 2016 : Parlures et parjures[16]
- 2017 : Fracas des racines (DJU)[17]
- 2018 : Notre album solo ( Le Vent du Nord/De Temps Antan)
- 2019 : Calliari Bang! Bang! (Marco Calliari)

### Spectacles de conte[18]
- 1997: Le Passeur
- 1999: L'âme qui sortait par la bouche du dormeur
- 2003: Histoires sorcières (Avec Jérôme Minière)
- 2004: Bellechasse
- 2009: Le fantôme dans la télévision et autres fantastiques récits de vie
- 2011: Spoken Metal (Avec Voivod)
- 2012: La Mensongère
- 2014: Conteurs Étoiles (En trio avec Alain Lamontagne et Jocelyn Bérubé)
- 2015: Parlures et parjures (Création conte-poésie-chant et musique actuelle avec Pierre Labbé, Bernard Falaise et Pierre Tanguay)
- 2019: La Veillée de la Mort : chants et contes du Grand Partir (avec Gabrielle Bouthillier, Bernard Falaise et Simon Elmaleh)[19]

### Publications

#### Livres
- 2001: Mers et montagnes[20]
- 2013: TRAD : petit lexique bête et méchant à l'usage des néophytes[21]
- 2015: Contes (livre-disque)[22]
- 2016: Le coffret TRAD - trois grands conteurs québécois réunis (livres-disques)[23]

#### En collaboration
- 2002: Les jours sont contés, portraits de conteurs (livre-disque)[24]
- 2009: Contes et complaintes, deux voix contemporaines (livre-disque)[25]
- 2009: Sept péchés - Quand le Musée parle au Diable ! (livre-disque)[26]
- 2011: Le mur des murmures - contes et légendes[27]
- 2012: Histoires de dires (livre-disque)[28]
- 2015: Le loup de Noël (livre-disque)[29]

#### Textes publiés
- 2014: Underground et musiques sacrées, Liberté n˚304[30]
- 2016: Envoûtantes complaintes[31], La Grande Oreille n˚66
- 2017: Le millième cierge[32], La Grande Oreille n˚70 : Claude Seignolle, conteur de l'étrange

### Filmographie

#### Acteur
- 2016: Les arts de la parole, long métrage de fiction de Olivier Godin[33]
- 2018: En attendant Avril, long métrage de fiction de Olivier Godin[34]

#### Lui-même
- 1995: La mémoire inachevée, court métrage documentaire de Maïté Mardomingo[35]
- 1995: Le Village de l'Île perdue, long métrage de François Gourd[35]
- 1997: Nos récits de voyage, court métrage de Jean-Claude Labrecque, écrit et raconté par Michel Faubert, présenté au Musée de la Civilisation de Québec[35]
- 2012: Rapailler l'homme, documentaire de Antonio Pierre de Almeida[36]
- 2014: Le Rêve du Diable, avec tambour et trompette, documentaire sur le groupe Le Rêve du Diable, de Feber E. Coyote
- 2017: Le Commun des mortels, documentaire de Carl Leblanc[37]

#### Musicien
- 1983: La Turlute des années dures, documentaire social de Pascal Gélinas et Richard Boutet (Michel Faubert, violon)[35]

### Projets multidisciplinaires

#### Danse
En 2015, la compagnie de danse belge Mossoux-Bonté crée Vice Versa, un récit dansé par deux danseuses sur la pièce Les Anneaux de Marianson de Michel Faubert (La Fin du monde, 2006). Le spectacle est présenté en Belgique, en France, en Allemagne, aux Pays-Bas et au Canada.

## Prix et honneurs
- 1997 : Médaille d'or, catégorie conteur aux Jeux de la francophonie à Madagascar[2]
- 1998 : Félix de l'album de l'année/folk, L'écho des bois[38]
- 2000 : Félix du scripteur de spectacles de l'année, L'âme qui sortait par la bouche du dormeur[38]
- 2000 : Nomination pour le Félix du metteur en scène de l'année, L'âme qui sortait par la bouche du dormeur[38]
- 2001 : Nomination pour le Félix de l'album de l'année/traditionnel, L'âme qui sortait par la bouche du dormeur [38]
- 2004 : Prix Anselme-Chiasson décerné par le Festival international Contes en Îles des Îles-de-la-Madeleine[2]
- 2007 : Nomination pour le Félix du spectacle de l'année, La fin du monde[38]
- 2007 : Nomination pour le Félix du scripteur de spectacle de l'année, La fin du monde[38]
- 2008 : Prix Aldor de La Grande Rencontre, pour sa grande contribution à la création, à la recherche et à la diffusion du patrimoine vivant[2]
- 2012 : Nomination pour le Félix du metteur en scène de l'année, De colères et d'espoir - Richard Séguin[38]
- 2013 : Nomination pour le Félix du metteur en scène de l'année, À genoux dans le désir - Yann Perreau[38]
- 2013 : Nommé comme membre honoraire du Regroupement du conte au Québec[2]
- 2014 : Nomination pour le Félix de l'album de l'année/traditionnel, Mémoire maudite[38]
- 2020 : Nomination pour le Félix du spectacle de l'année/interprète, Le chant du silence[38]
- 2020 : Nomination pour le Félix du script de l'année, Le chant du silence[38]

### Avec les Charbonniers de l'enfer
- 1997 : Nomination pour le Félix de l'album de l'année/folk, Chansons a cappella[39]
- 2003 : Félix de l'album de l'année/traditionnel, Wô[39]
- 2003 : Nomination comme groupe de l'année[39]
- 2006 : Félix de l'album de l'année/traditionnel, En personne[39]
- 2007 : Nomination pour le Félix de l'album de l'année/traditionnel, À la grâce de Dieu[39]
- 2007 : Nomination pour le Prix de la musique folk canadienne, album de l'année/traditionnel, À la grâce de Dieu[39]
- 2007 : Prix de la musique folk canadienne, Groupe de l'année[39]
- 2008 : Nomination pour le Félix de l'album de l'année/traditionnel, La sacrée rencontre[39]
- 2008 : Nomination pour le Félix du spectacle de l'année/auteur-compositeur-interprète, La sacrée rencontre[39]
- 2009 : Félix de l'album de l'année/traditionnel, La traverse miraculeuse[39]
- 2011 : Nomination pour le Félix de l'album de l'année/reprises, Nouvelles fréquentations[39]
- 2011 : Nomination pour le Félix du spectacle de l'année/interprète, Nouvelles fréquentations[39]
- 2011 : Nomination pour le Félix de l'arrangeur de l'année, Nouvelles fréquentations[39]
- 2011 : Nomination pour le Félix du scripteur de l'année, Nouvelles fréquentations[39]
- 2011 : Nomination pour le Prix de la musique folk canadienne, album de l'année/contemporain, Nouvelles fréquentations[39]
- 2011 : Nomination pour le Prix de la musique folk canadienne, Groupe vocal de l'année, Nouvelles fréquentations[39]